# Рицький повіт
Рицький повіт (пол. powiat rycki) — один з 20 земських повітів Люблінського воєводства Польщі.
Утворений 1 січня 1999 року в результаті адміністративної реформи.

## Загальні дані
Повіт знаходиться у західній частині воєводства.
Адміністративний центр — місто Рикі.
Станом на 1.01.2008 населення становить 58 678 осіб, площа 614,7 км².

## Демографія
Демографічні дані повіту станом на 30.06.2005:
|       | Всього | Всього | Жінки  | Жінки | Чоловіки | Чоловіки |
| ----- | ------ | ------ | ------ | ----- | -------- | -------- |
|       | осіб   | %      | осіб   | %     | осіб     | %        |
| Повіт | 59 859 | 100    | 29 886 | 49,9  | 29 973   | 50,1     |
| Міста | 28 252 | 100    | 14 139 | 50    | 14 113   | 50       |
| Села  | 31 607 | 100    | 15 747 | 49,8  | 15 860   | 50,2     |